# Leica M

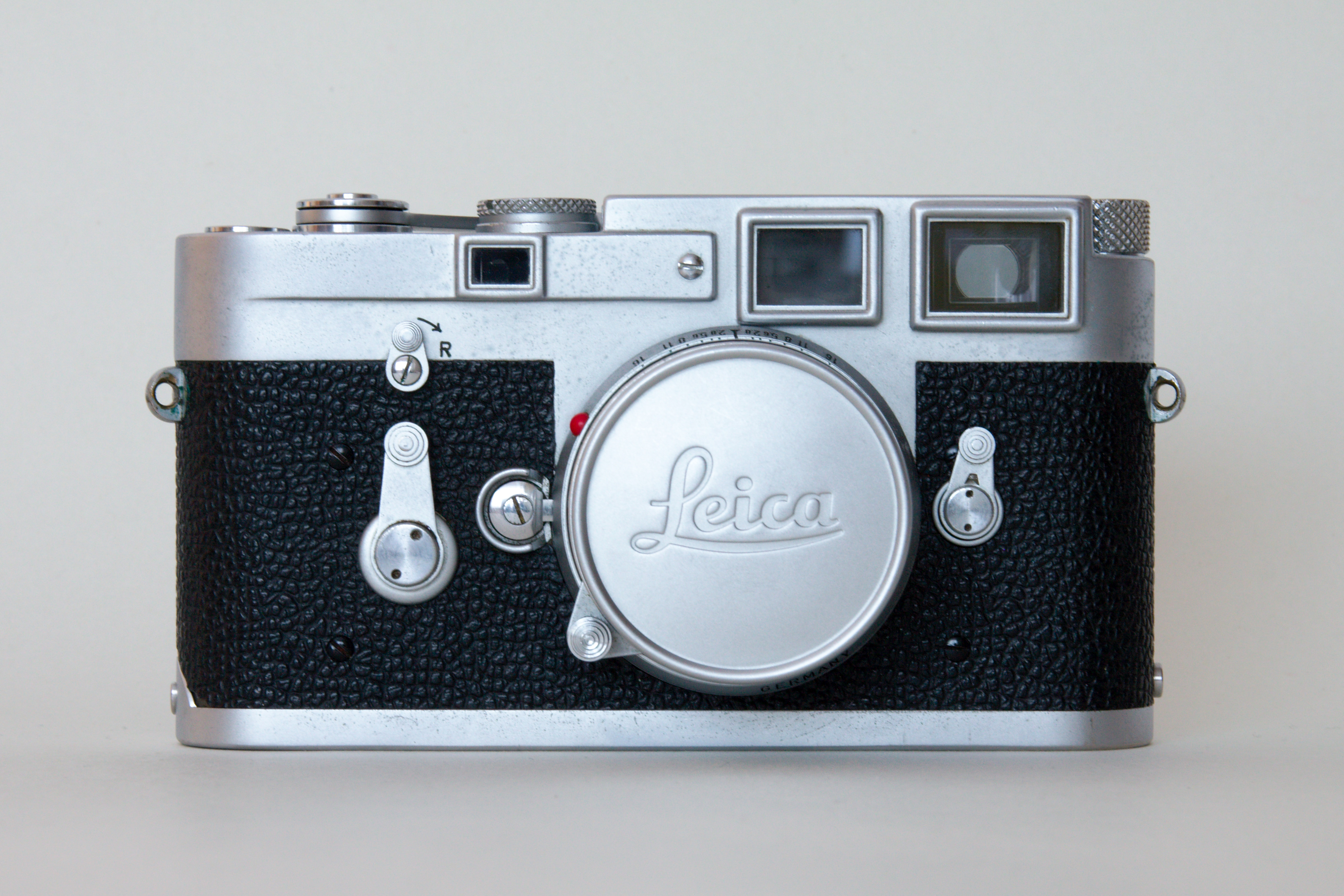
Leica M3 (1954-66)

La Leica M è la nuova serie di fotocamere a telemetro (la M sta per Messsucher, telemetro in tedesco) con obiettivi intercambiabili e nuovo innesto a baionetta LM, prodotte inizialmente dalla Ernst Leitz GMBH Wetzlar Germany (oggi, Leica Camera AG) a partire dal modello Leica M3 del 1954. 
È l'evoluzione dello sviluppo tecnologico iniziato nel 1913 con la UR-Leica di Oskar Barnack, la prima Leica (nome derivato da Leitz(sche) camera «fotocamera della Leitz»), entrata in commercio nel primo dopoguerra come serie Leica I (1925-1957) ed evoluta fino alla serie Leica III (1933-1960).

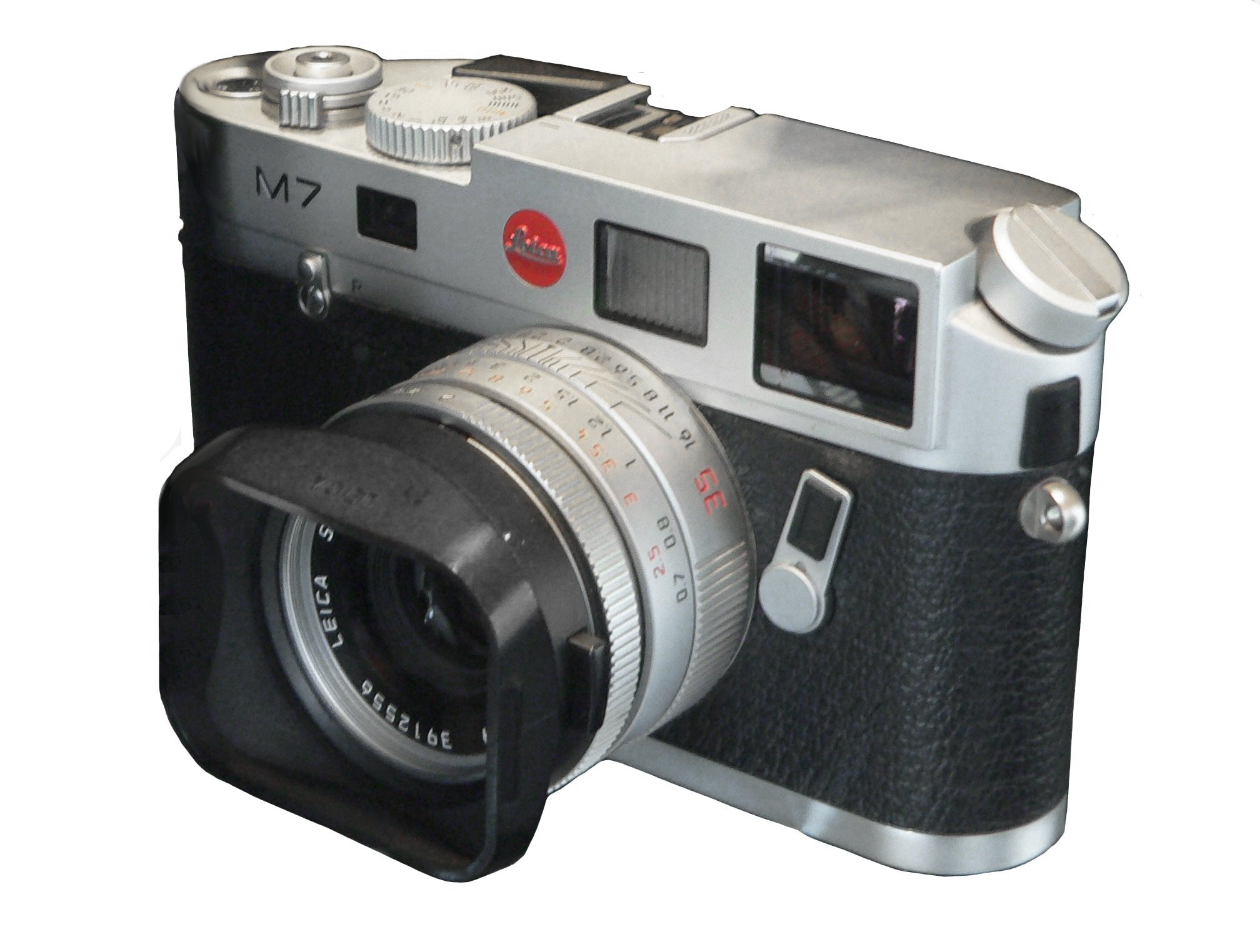
Leica M7

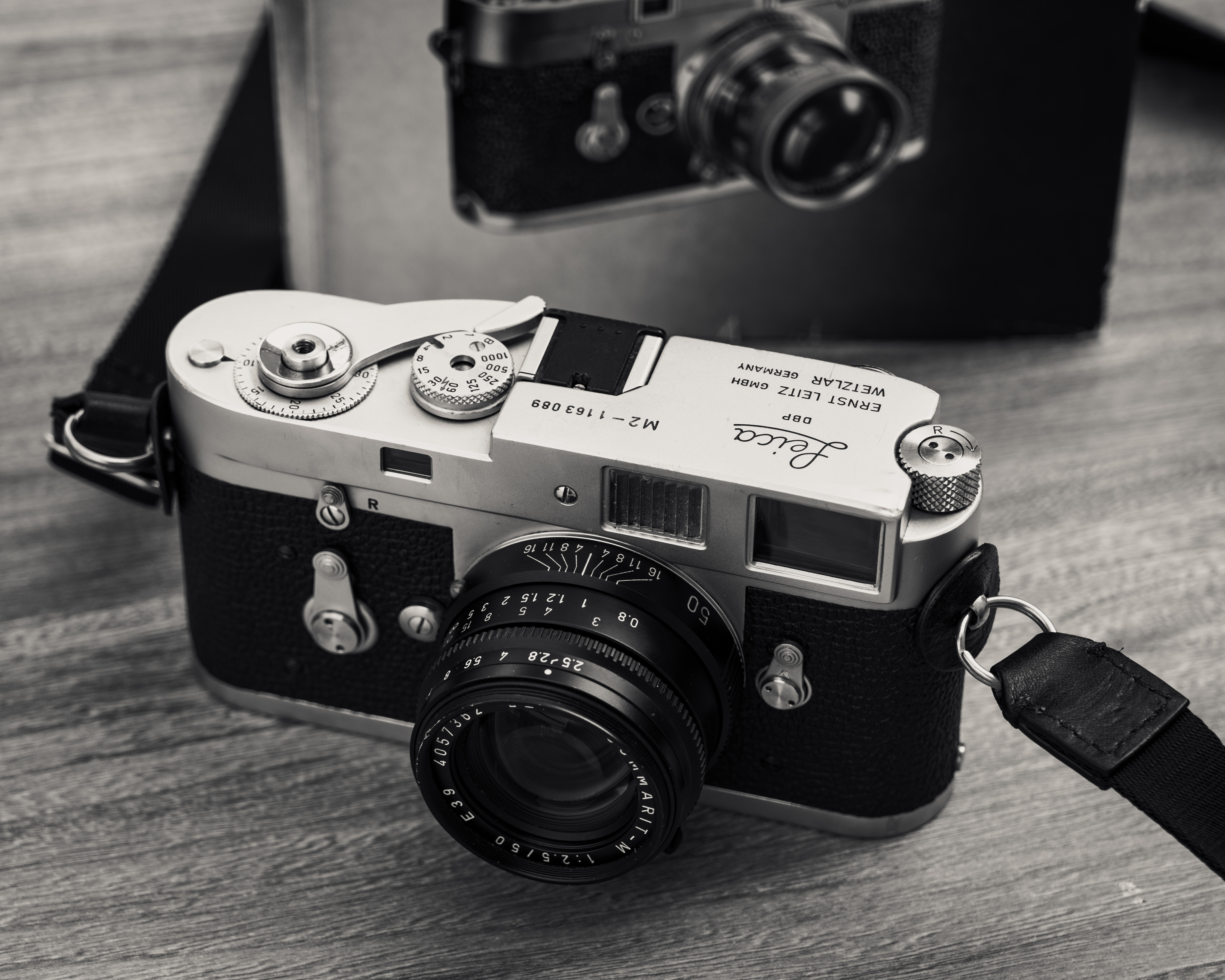
Leica M2 (1966)

Fino al modello Leica M7 (2002-2018), queste fotocamere erano caricate a pellicola con i rullini 135 e riprendevano le immagini col tipico fotogramma di dimensione 36 × 24 mm, conosciuto come il formato Leica 24x36.
Dal 2006 entra in commercio anche la versione digitale, con la Leica M8 a sensore ritagliato (APS-H di 28 × 18,6 mm), e nel 2009 ritorna il fotogramma intero (full frame ) con la Leica M9 e poi le successive, fino all'ultimo modello del 2022, la Leica M11, ovvero la quinta della serie Leica M in formato digitale.

## Descrizione
La «Leica M» costituisce una serie leggendaria, che rappresenta l'apice della storia delle fotocamere a telemetro, grazie ad innovazioni tecnologiche che garantiscono semplicità d'uso ed una lunga affidabilità nel tempo (anche in condizioni estreme), alla compattezza, alla qualità della lavorazione ed al silenzio dei dispositivi, ed infine alla grande reputazione degli obiettivi prodotti dalla casa madre.

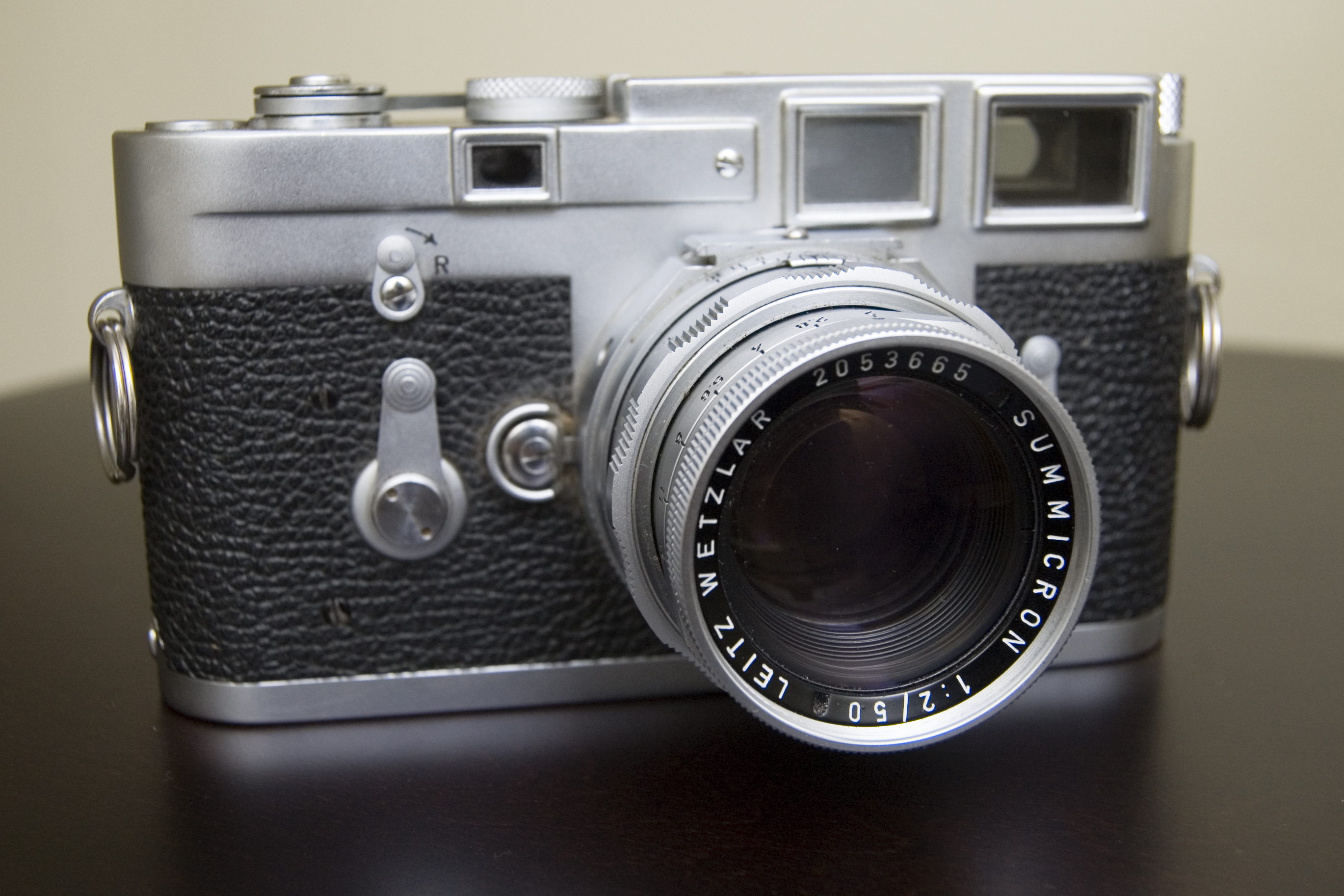
Leica M3 (1954-66)

L'attacco a baionetta delle ottiche di questi dispositivi, è anche diventato de facto uno standard, sotto il nome di «baionetta Leica M» o «Innesto LM» (Leica Mount o innesto Leica). E tutto questo ne ha fatto una serie di macchine fotografiche tra le più apprezzate sia dagli amatori che dai professionisti (si può ricordare HCB), più un certo numero di dispositivi compatibili con la stessa montatura M, ma di marchi diversi, tipo Minolta CLE, Konica Hexar RF, Voigtländer Bessa R, Zeiss Ikon, Epson R-D1 digitale, e altri.

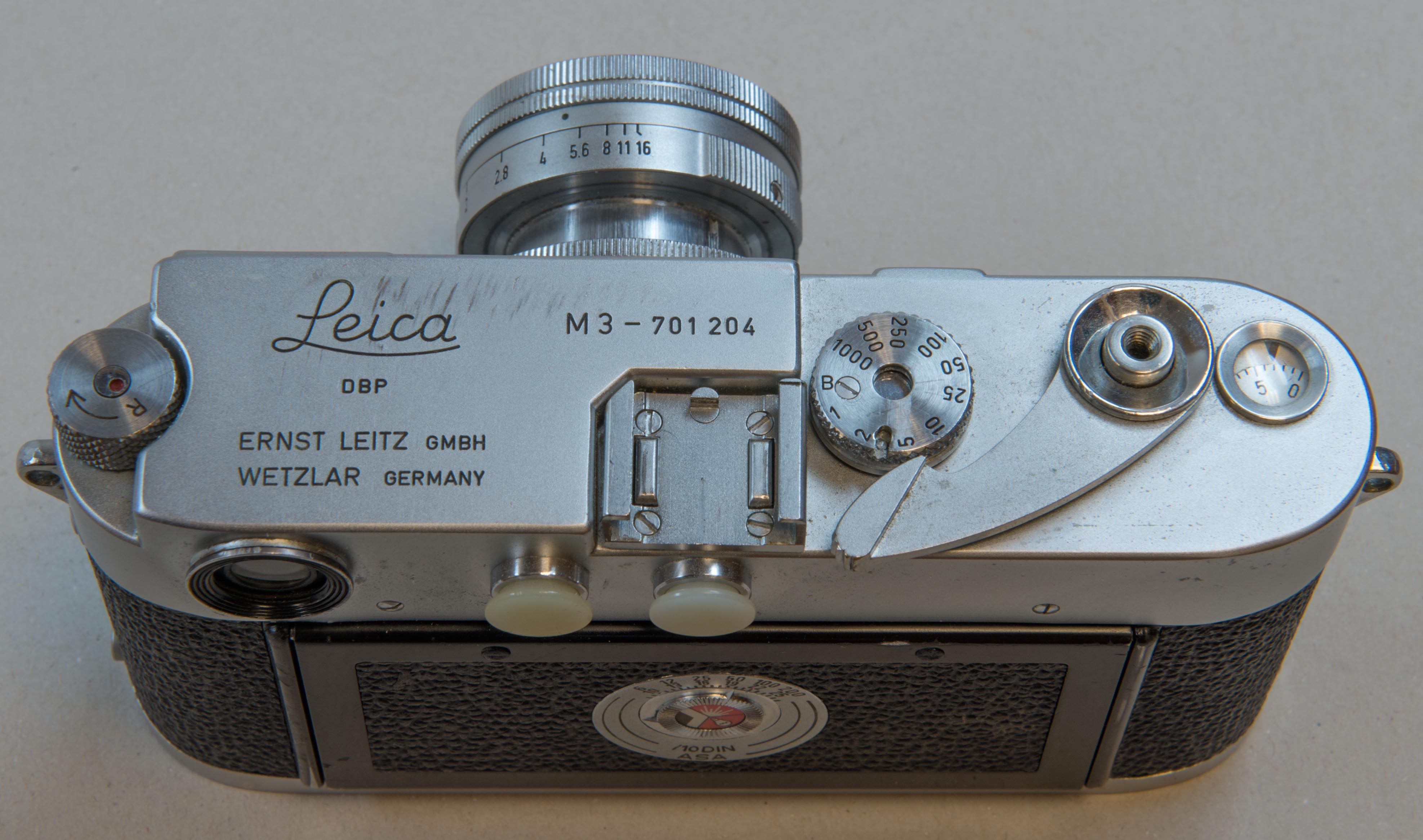
Leica M3 (1954-66)

Si contano numerosi modelli nella serie M, che cronologicamente appaiono come: M3, MP, M2, M4, M5, CL, M4-2, M4P, M-P 0.72, M6, M6TTL, M7, MP2, M8, M9, M (typ 240), M-P, M10 e M11.
Tutti gli obiettivi a baionetta Leica M prodotti dal 1953, sono compatibili con tutte le Leica serie M, nonostante esistano tuttavia alcune incompatibilità, con i modelli M5, CL, M8 e M9, principalmente con gli obiettivi rientranti. Anche gli obiettivi prodotti dal 1932 con innesto a vite M39 denominato LTM (Leica Thread Mount), possono ugualmente essere utilizzati tramite un anello adattatore sui corpi M, per cui esiste una compatibilità con una miriade di ottiche; alle quali vanno aggiunte anche quelle di molti produttori, che oltre alla Leitz/Leica AG, producono e commercializzano, ad oggi o in passato, ottiche M e LTM (queste, sia prima che dopo la Seconda Guerra Mondiale).
Tra le telemetro di piccola dimensione, la serie M figura tra gli apparecchi di lusso. Tuttavia, se il nuovo prezzo può sembrare stravagante, non esiste apparecchio perfettamente equivalente (telemetro precisione, otturatore silenzioso, compattezza, robustezza) tra la concorrenza, e questo dura da più di 50 anni. La quantità di Leica M disponibili sul mercato dell'usato le rende anche più accessibili.
La Leica M è stata, anche, protagonista di una storia particolare e pressoché unica nel mondo della fotografia. Nel 1971, infatti, la produzione della Leica M4 cessò dopo qualche tempo l'entrata in commercio della M5. Nonostante questo, si sentì il bisogno di rimettere in produzione il modello, ma solo in versione nera cromata. Nel 1975, tuttavia, le vendite delle macchine a telemetro erano in declino, complice anche la M5 che aveva alquanto deluso le aspettative, e così la Leitz decise di terminare definitivamente la produzione della M4. Questo causò, in breve tempo, una pioggia di lamentele a Wetzlar, perché tutto il mondo fotografico, dagli appassionati ai professionisti, era indignato, se non infuriato, per la decisione avventata, tanto che la casa fu costretta a tornare sui suoi passi, riattivando la produzione, nello stabilimento canadese, della M4 (che rappresentava, al tempo, la migliore macchina 24x36 mm sotto il profilo costruttivo, meccanico ed ottico) in una forma revisonata, la M4-2, in maniera da cercare di contenere i costi.
Nel 1984 nasce la Leica M6 che rappresenta una pietra miliare per la serie di fotocamere Leica M. Una combinazione raffinata di design classico e innovazioni tecniche. Il corpo della Leica M6 mantenne la tradizionale estetica delle fotocamere Leica M, ma al suo interno fu integrato un esposimetro TTL spot con una cellula al silicio. Il progetto della fotocamera fu realizzato da Otto Domes e Peter Loseries, che apportarono importanti miglioramenti rispetto al disegno precedente di Heinrich Janke, che è fu abbandonato. La Leica M6 presenta ancora oggi interessanti caratteristiche, come la ghiera dei tempi integrata nel corpo macchina, la visualizzazione dei tempi di otturazione tramite una finestrella ed un carter superiore liscio senza sporgenze. La leva di carica si inserisce elegantemente nel corpo macchina, mentre la levetta di sblocco della pellicola e il nottolino di riavvolgimento non sono visibili. Tuttavia, la funzione di autoscatto non è presente. Nonostante l'aggiunta dell'esposimetro al silicio controllato da LED, la Leica M6 rimane una fotocamera completamente meccanica, mantenendo il design della Leica M4. 
La Leica M6 rappresenta un equilibrio armonioso tra l'eredità tradizionale di Leica e l'introduzione di tecnologie innovative, offrendo ai fotografi un'esperienza di scatto eccezionale, al punto che nel 2023 Leica l'ha rimessa in produzione.

## Modelli
- M3 (1954-1966)
- MP (1956 - 1957)
- M2 (1958-1967)
- M1 (1959-1964)
- MD (1963 - 1966)
- MDA (1966 - 1976)
- M4 (1967-1975)
- M5 (1971-1975)
- CL (1973 - 1976)
- MD 2 (1977 - 1987)
- M4-2 (1977-1980)
- M4-P (1980-1986)
- M6 (1984-1998)
- M6 J (1994)
- M6 TTL (1998-2002)
- M7 (2002-2018)
- MP (dal 2003)
- M8 (2006-2009)
- M9 (dal 2009)
- M9-P (dal 2011)
- M9 Monochrom (2012)
- Leica M (Typ 240) (dal 2012)
- Leica ME (dal 2012)
- Leica M-E (2012 - 2016)
- Leica M-P (Typ 240) (2014)
- Leica M-A (2014)
- Leica M Monochrom (Typ 246) (2015)
- Leica M (Typ 262) (2015)
- Leica M-D (2016)
- Leica M10 (2017)
- Leica M11 (2022)